# Rudolf Marti
Rudolf Marti   (Suïssa, 7 d'abril de 1950) és un pilot de bob suís que va competir durant les dècades de 1960 i 1970.
Durant la seva carrera esportiva va participar en dues edicions dels Jocs Olímpics d'Hivern, on va guanyar dues medalles de plata en la prova del bob a quatre del programa de bob, el 1976 i 1980. En ambdues ocasions va formar equip amb Erich Schärer, Ulrich Bächli i Joseph Benz. En el seu palmarès també destaquen dues medalles de plata al Campionat del món de bob.
Abans de centrar-se en el bob havia destacat com a atleta, guanyant el 1968 el campionat suís júnior de salt amb perxa.